# Batallón de Infantería Paracaidista Nº14

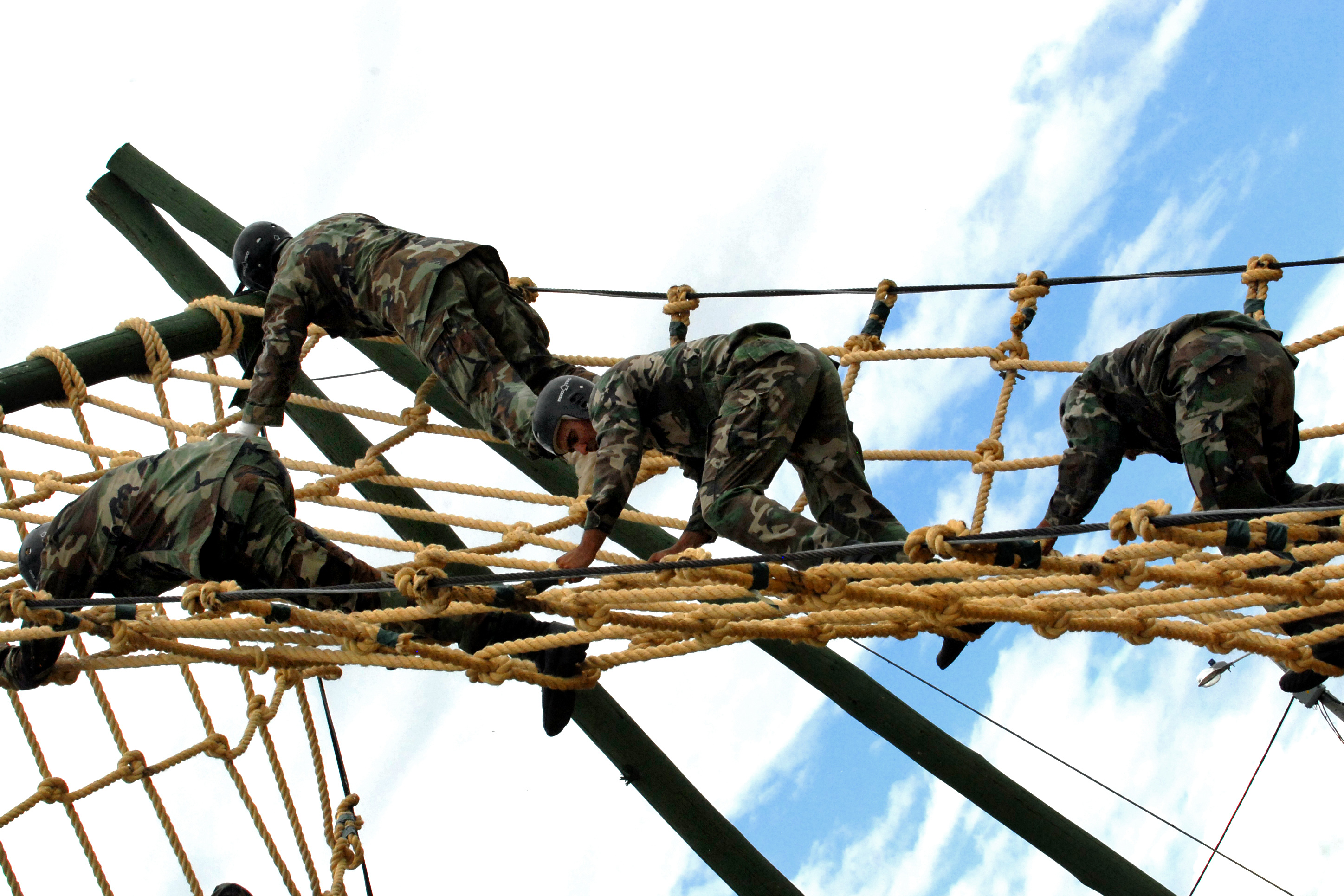
Soldaten des BNI N°14 (2012)

Das Batallón de Infantería Paracaidista Nº14, kurz Bn de I Parac Nº14 oder BNI Nº14, ist eine militärische Einheit in Uruguay, die sowohl Fallschirmjäger als auch Spezialeinheiten in sich vereint. Das Bataillon ist dem Heer unterstellt.
Die Einheit wurde am 30. November 1971 noch als reiner Fallschirmjägerverband gegründet. Nachdem die ersten Klassen sich zunächst im Ausland, wie z. B. in Chile ausbilden ließen, wurde am 17. Februar 1976 das Centro de Instrucción de Paracaidistas del Ejército (C.I.P.E.) als eigene Fallschirmjägerschule gegründet. 1978 wurde dann die Compañía Especial Antiterrorista „Escorpion“ (CEAT) als Antiterroreinheit gegründet. Am 26. Februar 1999 gründete man die Compañía de Comandos „General Artigas“ oder kurz Ca.de COMANDOS „Gral.Artigas“. Das Compañía de Comandos „General Artigas“ wurde 2007 mit dem Compañía Especial Antiterrorista „Escorpion“ zusammengeführt. Im Jahr 2000 wurde noch das Centro de Instrucción de Fuerzas Especiales del Ejercito (C.I.FF.EE.E.) gegründet, um auch Spezialeinheiten selber auszubilden.